# José Javier Izquierdo Roncero
José Javier Izquierdo Roncero (Mieres, Asturias, 17 de febrero de 1970) es un político español del PSOE, actualmente Secretario de Estrategia y Acción Electoral en la Ejecutiva Federal del PSOE, cargo por el que abandonó el de Delegado del Gobierno en Castilla y León el 19 de octubre de 2021.
Diputado de la XIII y XIV legislaturas hasta su nombramiento como delegado del Gobierno, es arquitecto por la Universidad de Valladolid y especialista en Ordenación del Territorio por la Universidad Politécnica de Valencia. 
Es funcionario del Cuerpo Facultativo Superior de la Administración General de la Comunidad de Castilla y León.

## Cargos institucionales
Entre 2003 y 2007 fue director general de Urbanismo del Principado de Asturias, y posteriormente, entre los años 2007 y 2015, concejal del Ayuntamiento de Valladolid. 
En las elecciones municipales y autonómicas de mayo de 2015 salió del equipo de Oscar Puente, con quien había compartido Grupo en el Ayuntamiento durante dos mandatos, -y que fue elegido alcalde en esa convocatoria-, para incorporarse a las Cortes de Castilla y León, en las que fue procurador entre los años 2015 y 2018.
En 2018 fue nombrado secretario general de Infraestructuras del Ministerio de Fomento que dirigía José Luis Ábalos, cargo en el que permaneció hasta 2019, y que abandonó para presentarse como cabeza de lista del PSOE de Valladolid al Congreso de los Diputados en las elecciones generales de abril.
Fue de nuevo cabeza de lista del PSOE de Valladolid en las elecciones generales del 10 de noviembre de ese mismo año y de nuevo tomó posesión como diputado en el Congreso por Valladolid, hasta su nombramiento como delegado del Gobierno en Castilla y León.

## Cargos orgánicos
Fue secretario general del PSOE de Valladolid desde junio de 2012 hasta septiembre de 2017, y actualmente, tras ocupar el puesto de secretario ejecutivo de Formación de la Comisión Ejecutiva Federal del PSOE, se hizo cargo de la Secretaría de Estrategia y Acción electoral de la nueva Ejecutiva de Pedro Sánchez tras el Congreso del partido celebrado en Valencia en octubre de 2021.